# Paskalia Kipkoech
 (décembre 2023).
Si vous disposez d'ouvrages ou d'articles de référence ou si vous connaissez des sites web de qualité traitant du thème abordé ici, merci de compléter l'article en donnant les références utiles à sa vérifiabilité et en les liant à la section « Notes et références ».
Paskalia Chepkorir Kipkoech (née le 22 décembre 1988) est une athlète kényane, spécialiste des courses de fond. 

## Biographie
Elle remporte la médaille d'argent du 3 000 mètres lors des Championnats du monde jeunesse 2003.
Lors des championnats du monde de semi-marathon 2009, à Kavarna, en Bulgarie, Paskalia Chepkorir Kipkoech se classe troisième de l'épreuve individuelle, derrière les Éthiopiennes Meseret Hailu, et Feyse Tadese. Elle se classe deuxième du classement par équipe, derrière l’Éthiopie.

### Palmarès
| Date | Compétition                            | Lieu       | Résultat | Performance |
| ---- | -------------------------------------- | ---------- | -------- | ----------- |
| 2003 | Championnats du monde jeunesse         | Sherbrooke | 2e       | 3 000 m     |
| 2012 | Championnats du monde de semi-marathon | Kavarna    | 3e       | Individuel  |
| 2012 | Championnats du monde de semi-marathon | Kavarna    | 2e       | Par équipes |

### Records
| Épreuve       | Performance    | Lieu           | Date         |
| ------------- | -------------- | -------------- | ------------ |
| Semi-marathon | 1 h 7 min 17 s | Rio de Janeiro | 19 août 2012 |